# Coppa COSAFA 2002
La Coppa COSAFA 2002 (2002 COSAFA Cup) fu la sesta edizione della Coppa COSAFA, competizione calcistica per nazione organizzata dal Consiglio per le Associazioni Calcistiche dell'Africa del Sud (COSAFA). La competizione si svolse in forma itinerante dal 5 maggio al 28 settembre 2002 e vide la partecipazione di otto squadre: Angola, Madagascar, Malawi, Mozambico, Sudafrica, Swaziland, Zambia e Zimbabwe.

## Formula
- Qualificazioni

Angola (come detentore del titolo), Zimbabwe (come finalista dell'edizione precedente), Malawi e Zambia (come semifinaliste dell'edizione precedente) sono qualificati direttamente alla fase finale. Rimangono 8 squadre per 4 posti disponibili per la fase finale.
Playoff - 8 squadre, giocano partite di sola andata. Le vincenti si qualificano alla fase finale.
- Fase finale

Fase a eliminazione diretta - 8 squadre, giocano partite di sola andata (eccetto la finale andata e ritorno). La vincente si laurea campione COSAFA.

## Squadre partecipanti
| Pr. | Squadra    | Data di qualificazione certa | Partecipante in quanto                              | Partecipazioni precedenti al torneo | Ultima presenza |
| --- | ---------- | ---------------------------- | --------------------------------------------------- | ----------------------------------- | --------------- |
| 1   | Angola     | -                            | Rappresentativa della nazione detentrice del titolo | 4 (1998, 1999, 2000, 2001)          | 2001            |
| 2   | Zimbabwe   | -                            | Qualificata di diritto                              | 4 (1998, 1999, 2000, 2001)          | 2001            |
| 3   | Malawi     | -                            | Qualificata di diritto                              | 3 (1997, 2000, 2001)                | 2001            |
| 4   | Zambia     | -                            | Qualificata di diritto                              | 5 (1997, 1998, 1999, 2000, 2001)    | 2001            |
| 5   | Madagascar | 16 marzo 2002                | Vincente del playoff della fase di qualificazione   | -                                   | Esordiente      |
| 6   | Sudafrica  | 30 marzo 2002                | Vincente del playoff della fase di qualificazione   | 3 (1999, 2000, 2001)                | 2001            |
| 7   | Mozambico  | 7 aprile 2002                | Vincente del playoff della fase di qualificazione   | 3 (1997, 1998, 1999)                | 1999            |
| 8   | Swaziland  | 21 aprile 2002               | Vincente del playoff della fase di qualificazione   | 3 (1999, 2000, 2001)                | 2001            |

Nella sezione "partecipazioni precedenti al torneo", le date in grassetto indicano che la nazione ha vinto quella edizione del torneo, mentre le date in corsivo indicano la nazione ospitante.

## Fase finale

### Fase a eliminazione diretta

#### Tabellone
|  | Quarti di finale | Quarti di finale | Quarti di finale |  |  | Semifinali | Semifinali | Semifinali |        |   | Finale    | Finale    | Finale | Finale | Finale |  |
|  |                  |                  |                  |  |  |            |            |            |        |   |           |           |        |        |        |  |
|  | Zimbabwe         | Zimbabwe         | 0                |  |  |            |            |            |        |   |           |           |        |        |        |  |
|  | Swaziland        | Swaziland        | 2                |  |  | Swaziland  | Swaziland  | 1          |        |   |           |           |        |        |        |  |
|  | Sudafrica        | Sudafrica        | 0 (4)            |  |  | Sudafrica  | Sudafrica  | 4          |        |   |           |           |        |        |        |  |
|  | Madagascar       | Madagascar       | 0 (1)            |  |  |            |            |            |        |   | Sudafrica | Sudafrica | 3      | 1      | 4      |  |
|  | Malawi           | Malawi           | 2                |  |  |            |            | Malawi     | Malawi | 1 | 0         | 1         |        |        |        |  |
|  | Angola           | Angola           | 1                |  |  | Malawi     | Malawi     | 1          |        |   |           |           |        |        |        |  |
|  | Zambia           | Zambia           | 3                |  |  | Zambia     | Zambia     | 0          |        |   |           |           |        |        |        |  |
|  | Mozambico        | Mozambico        | 0                |  |  |            |            |            |        |   |           |           |        |        |        |  |

#### Quarti di finale
| Arbitro: | Simisse |

|  |           |                               |
|  | Marcatori | 60’ S. Dlamini 89’ S. Dlamini |

| Arbitro: | Mlangeni |

|                                |           |                   |
| Kanyenda 9’ Milanzi 37’ (aut.) | Marcatori | 52’ (aut.) Mponda |

| Arbitro: | Ndoro |

|                             |           |  |
| Kilambe 10’, 57’ Nsofwa 38’ | Marcatori |  |

| Arbitro: | Colembi |

|                                |                      |                                |
| Mabedi 84’ (rig.)              | Marcatori            |                                |
| Fredericks Nzama Pule Mazibuko | Tiri di rigore 4 – 1 | Radafison Rabemananjara Robson |

#### Semifinali
| Arbitro: | Phomane |

|                     |           |  |
| Kanyenda 66’ (rig.) | Marcatori |  |

| Polokwane 24 agosto 2002                                                                         | Sudafrica | 4 – 1          | Swaziland | Peter Mokaba Stadium |
| \| \| \| \| \| Mokoena 28’, 64’ Pule 77’ (rig.) Fredericks 90’ \| Marcatori \| 58’ S. Dlamini \| |           |                |           |                      |
|                                                                                                  |           |                |           |                      |
| Mokoena 28’, 64’ Pule 77’ (rig.) Fredericks 90’                                                  | Marcatori | 58’ S. Dlamini |           |                      |

#### Finale
| Arbitro: | Shikapande |

|                   |           |                           |
| Mabedi 45’ (rig.) | Marcatori | 42’, 58’ Mayo 88’ Kauleza |

| Arbitro: | Musasa |

|              |           |  |
| Vilakazi 90’ | Marcatori |  |